# Kento Momota
Kento Momota (født 1. september 1994) er en japansk badmintonspiller. Han var vundet VM i badminton to gange, og én sejr ved All England.